# Герман Кляйн
Герман Йозеф Кляйн (нім. Hermann Joseph Klein; 14 вересня 1844 — 1 липня 1914) — німецький астроном і метеоролог.
Народився в Кельні. Спочатку був книгопродавцем, потім захопився астрономією. Самостійно вивчив математику і астрономію і в 1874 захистив дисертацію в Гессенському університеті. Спостерігав спочатку у власній обсерваторії, в 1880 став директором астрономічної і метеорологічної обсерваторії в Лінденталі поблизу Кельна.
Відомий багаторічними спостереженнями Місяця, в ході яких прийшов до висновку, що вулканічна активність цього супутника Землі продовжується. У 1879 повідомив про відкриття кратера, що утворився поблизу борозни Гігіна. У 1882 описав спостережений ним яскравий спалах в кратері Альфонс, який інтерпретував як виверження вулкана. Існування вулканічної діяльності в Альфонсі було остаточно встановлене М. Козирєвим в 1958 спектроскопічним шляхом.
Кляйн — автор широко популярних у всьому світі книг з астрономії і метеорології. З 1882 видавав науково-популярний астрономічний журнал «Sirius».
На честь ученого названий кратер Кляйн на Місяці.